# Signe Zeikate
Signe Zeikate (Riga, RSS de Letonia, Unión Soviética, 2 de febrero de 1972) es una economista letona-costarricense y fue directora del “Programa para el Desarrollo de los Países Pobres” del Banco Mundial. Actualmente es la primera dama de Costa Rica al ser esposa del presidente Rodrigo Chaves.

## Biografía
Hija de Gunars y Nina Zeikate. Tiene una hermana mayor llamada Yolanta.
Desde los 7 a los 19 años, practicó baile. Fue campeona nacional de baile de salón en su país natal, a finales de los ochenta.
Zeikate obtuvo una Maestría en Economía de la Universidad de Letonia, donde también estudió en el programa de doctorado en políticas públicas.
Fue la jefa del departamento de finanzas municipales del Ministerio de Hacienda de Letonia. Dirigió la unidad que supervisaba y evaluaba la viabilidad financiera de los gobiernos subnacionales, y representó al Ministerio de Hacienda en la Junta Estatal de Deuda y Garantías Subnacionales.
Ha escrito múltiples informes de investigación y preparado proyectos relacionados con las finanzas públicas.
En 2001, recibió la beca honoraria Hubert Humphrey, del Congreso de los Estados Unidos para estudiar en la Universidad Americana de Washington D. C. lo que le permitió trabajar para el Banco Mundial en Washington.  Ahí conoció a su futuro esposo, quien también trabajaba en el Banco Mundial.
Antes de instalarse en Costa Rica, el matrimonio vivió en Yakarta, Indonesia, durante cinco años, donde Chaves fue director de una de las oficinas más grandes del Banco Mundial.
Después más de 20 años trabajando en el Banco Mundial, anunció que renunciaba a su cargo para asumir su condición de primera dama, desde donde enfocará su labor en la planificación y coordinación de alianzas que brinden soporte al desarrollo integral de la infancia y la juventud costarricenses.
Zeikate aseguró que darán prioridad a los niños de entornos menos favorecidos y áreas con mayor incidencia de pobreza. El tema transversal será la igualdad de género y el empoderamiento de las niñas.
A través de enlaces con el Ministerio de Educación, el Ministerio de Cultura y Juventud, entre otros, los pilares de priorización para la primera dama sonː Aprendizaje (inglés y tecnología), Protección (convivencia y anti-bullying), Recreación (cultura y deportes), Salud (física y mental).
En cuanto a inglés y tecnología los avances han sido poco significativos o nulos en este periodo de la administración Chaves Robles (2022-2026), dado que se demostró que el Ministerio de Educación Pública ha mantenido en bodegas una cantidad significativa de equipos de computo que debían ser destinados a centros educativos, por lo que la gestión de la Primera Dama no ha sido significativa.